# Галерея Мэтью Маркса
Галерея Мэтью Маркса (англ. Matthew Marks Gallery) — художественная галерея США, расположенная в Нью-Йорке и Лос-Анджелесе, одна из самых больших галерей Америки, представляющих современное искусство.

## История
Основана в 1991 году коллекционером и арт-дилером Мэтью Марксом (Matthew Marks), специализируется на современной живописи, скульптуре, фотографии, инсталляционном искусстве, видео, а также на рисунках и принтах. В настоящее время в Нью-Йорке находятся три выставочных пространства, в Лос-Анджелесе — ещё два. Главная галерея находится в Челси на Манхэттене.
Мэтью Маркс работал в Pace Gallery в Нью-Йорке и Anthony d’Offay Gallery в Лондоне. После трех лет работы в d’Offay, Маркс вернулся в Нью-Йорк, чтобы в начале 1991 года открыть собственную галерею на Мэдисон-авеню. В феврале 1991 года в Галерее Мэттью Маркса состоялась первая выставка «Artists' Sketchbooks», в которую вошли работы Луизы Буржуа, Франческо Клементе, Джексона Поллока и Сая Твомбли.
Главное галерейное пространство Мэтью Маркса было создано в Челси на 22-й Стрит в 1994 году, куда полностью в 1997 году переехала галерея с Мэдисон-авеню. В 2012 году была открыта первая галерея в Лос-Анджелесе, спроектированная архитекторами американской студии ZELLNERPLUS.
На сегодняшний день в галереях Мэтью Маркса представлено около 25 художников и скульпторов разных стран и поколений, в их числе Эльсуорт Келли, Джаспер Джонс, Роберт Гобер и Нан Голдин.